# Georg Währer

Georg Währer

Georg Friedrich Asmus Währer (* 21. Juli 1893 in Lübeck; † 9. August 1941 bei Buschkowo, Sowjetunion) war ein deutscher Politiker (NSDAP), Rechtswissenschaftler und SA-Führer.

## Leben
Währer besuchte von 1899 bis 1911 das Johanneum zu Lübeck und studierte danach bis 1914 Rechtswissenschaften und Volkswirtschaft an den Universitäten in Heidelberg, Königsberg und Kiel. Seit 1911 gehörte er der Burschenschaft Allemannia Heidelberg an. Im August 1914 unterbrach er sein Studium um als Kriegsfreiwilliger am Ersten Weltkrieg teilzunehmen. Er war im Feldartillerie-Regiment 60, wurde 1916 Leutnant der Reserve und später Batterieführer. Während des Krieges wurde er insgesamt viermal verwundet. Im Jahr 1919 schloss er sich dem Freikorps Eulenburg an und holte sein Referendar-Examen nach. Von 1919 bis 1920 arbeitete er als Referendar in Lübeck. Im März 1920 nahm er am Kapp-Putsch in Schwerin teil. Währer promovierte 1921 in den Rechtswissenschaften und arbeitete im Anschluss bis 1926 bei der Continentalen Bank- und Handels-AG in Mainz und Hamburg als Syndikus.

## Wirken
Währer trat 1924 dem Völkisch-Sozialen Block bei und wurde Führer des Frontbann in Lübeck. Im Frühjahr war er Mitbegründer der NSDAP (Mitgliedsnummer 6.287) in Lübeck. Im Gau Mecklenburg-Lübeck war er Gauredner. Von 1926 bis 1927 war er Referendar und 1928 folgte sein Assessor-Examen. Währer begann im Juni 1928 als Rechtsanwalt in Lübeck zu arbeiten, im August war er zeitgleich auch noch Notar. Ein Jahr darauf wurde er Führer des SA-Sturms und 1930 des SA-Sturmbanns in Lübeck. Am 1. Juli 1932 wurde er zum SA-Standartenführer ernannt. Ihm wurde die SA-Standarte 162 zugeteilt, der er bis zu seinem Tod vorstand. Nachdem er 1932 erst Stellvertreter des Wortführers der Bürgerschaft von Lübeck wurde, übernahm er diesen Posten im Jahr 1933. Noch 1933 schied er aus der Lübecker Bürgerschaft, in deren Präsidium er der zweite stellvertretende Wortführer war, aus. Von März 1936 bis 1938 gehörte er für den Wahlkreis 35 dem nationalsozialistischen Reichstag an. Währer wurde am 9. November 1937 SA-Oberführer und am 18. März 1938 zum Ehrenmitglied des Reichsgruppenrats des NSRB ernannt. Bei der Reichstagswahl 1938 wurde er erfolglos vorgeschlagen. Zu Beginn des Zweiten Weltkriegs zog er als Major der Reserve und als Abteilungskommandeur ein und fiel 1941 an der Ostfront.
Währer war von 1933 bis zu seinem Tod 1941 Mitglied der Vorsteherschaft der Spar- und Anleihekasse zu Lübeck, 1934–38 Mitglied des Aufsichtsrates der Commerz-Bank und auch von 1933 bis 1941 bei der Lübecker Hypothekenbank.